# Tarcenay-Foucherans
Tarcenay-Foucheran  község Franciaország Burgundia-Franche-Comté régiójában, Doubs megyében. Új községként 2019. január 1-jén jött létre Tarcenay és Foucherans község egyesítésével. A korábbi községek egyesülésekor az új község lélekszáma 1511 fő lett. Lakosainak száma 1498 fő (2022. január 1.).

## Népesség
| Lakosok száma | 1495 | 1499 | 1528 | 1518 | 1508 | 1498 |
|               | 2017 | 2018 | 2019 | 2020 | 2021 | 2022 |